# Platja de Xagó
La platja de Xagó, és una platja situada en la localitat de Lloredo pertanyent al concejo de Gozón, (Astúries). Està composta d'un arenal de gairebé 2 km de longitud i un espai dunar d'aproximadament 350.000 m², que fa que sigui inclosa en el Paisatge protegit del Cap de Penyes.

## Característiques
Donada la seva extensa longitud es pot gaudir d'ella sempre d'una forma esplaiada, fins i tot els dies en què l'afluència de gent és major, podent trobar-se en la seva riba al capvespre multitud de pescadors, ja que és un lloc de reconeguda fama pel seu llobarro. Posseeix un fort onatge, degut d'en gran part als vents predominants a la zona i és molt coneguda entre els practicants de windsurf i surf per tots els rompents dels seus extrems.
Es troba en totes les guies naturistes d'Espanya, ja que es pot practicar el nudisme en diverses zones de les dunes.

## Dunes de Xagó
El sistema dunar compta amb més de 35 ha d'extensió sent un dels més grans del nord d'Espanya, en ell es pot trobar una abundant colònia de boniques arenaria Ammophila que és una planta perenne, dotada de rizomes i amb tiges de 6 a 12 dm d'alt que ajuda en la fixació de les dunes d'una manera extraordinària.
En aquest extens arenal podem distingir tres tipus de dunes, cordons dunars amb un perfil suau, dunes piramidals i lingüiformes. El complex dunar està un poc degradat per l'extracció de sorra per a àrids.

## Serveis
La platja compta amb dutxes, dos quiosquets, lavabos, aparcament i una àmplia zona berenador amb graelles, on es pot gaudir d'un agradable menjar contemplant les naturals vistes del lloc. També posseeix un lloc de vigilància i salvament en temporada estival.